# Amarildo
Pour les articles homonymes, voir Tavares et Silveira.
Amarildo Tavares da Silveira, ou simplement Amarildo, est un footballeur brésilien né le 29 juillet 1940 à Campos dos Goytacazes. Il joue au poste d’attaquant de la fin des années 1950 au milieu des années 1970.
Formé au Goytacaz FC, il évolue  notamment au Botafogo, au Milan AC, et la Fiorentina avec qui il remporte le championnat d'Italie en 1969.
Il compte 22 sélections pour sept buts inscrits en équipe du Brésil, équipe avec laquelle il remporte la coupe du monde de 1962.

## Biographie
Amarildo nait le 29 juillet 1940 à Campos dos Goytacazes,. Il joue au poste d’attaquant, notamment avec Botafogo, le Milan AC, et la Fiorentina.
Il reçoit 25 sélections (trois non officielles) et inscrit 9 buts (deux non officiels) en équipe du Brésil, équipe avec laquelle il remporte la coupe du monde de 1962. Souvent considéré comme le plus européen des joueurs brésiliens, son duo d'attaque avec Garrincha à Botafogo était particulièrement performant.

## Clubs
- 1956 - 1957 :  Goytacaz FC
- 1958 :  Flamengo
- 1959 - 1963 :  Botafogo
- 1963 - 1967 :  Milan AC
- 1967 - 1971 :  AC Fiorentina
- 1971 - 1972 :  AS Rome
- 1973 - 1974 :  Vasco de Gama
- 1984-1987: 🇹🇳 Espérance Sportive de Tunis (entraîneur)

## Palmarès
- Champion du monde en 1962 avec l'équipe du Brésil
- Champion de l'État de Rio de Janeiro en 1961 et 1962 avec Botafogo
- Vainqueur du Tournoi Rio-São Paulo en 1962 avec Botafogo
- Vainqueur de la Coupe Roca en 1963 avec Botafogo
- Meilleur buteur du championnat de l'État de Rio en 1961
- Champion d'Italie en 1969 avec la Fiorentina